# Фридберг, Илья
Илья Фридберг (англ. Ilya Friedberg; 6 мая 1982, Москва) — израильско-русский пианист.

## Биография
Родившись в Москве, Фридберг начал свое музыкальное образование в Школе имени Гнесиных, известной своей подготовкой талантливых музыкантов. После иммиграции в Израиль он продолжил обучение у Луизы Йоффи и был под влиянием Лазаря Бендерского и Владимира Сильвы; затем он продолжил учебу в колледже Оберлина под руководством Сэнфорда Марголиса и в университете Индианы у Менахема Пресслера.

### Карьера и выступления
В 16 лет Илья стал лауреатом конкурса «Пианист XXI века» в Киеве. Спустя год, 2 апреля 2000 года, состоялся его сольный концерт в Малом зале им. М. И. Глинки Санкт-Петербургской филармонии.
Фридберг известен своими выступлениями в престижных залах, таких как Кеннеди-Центр в Вашингтоне, Карнеги-Холл в Нью-Йорке и Оперном театре Магдебурга, где он исполнил 23-й фортепианный концерт Моцарта KV 488 в честь 100-летия со дня рождения его педагога Менахема Пресслера.
Он сотрудничал с музыкантами из Лос-Анджелесского филармонического оркестра, Чикагского симфонического оркестра и Квартета Пацифика, включая совместное исполнение пьесы Клода Бейкера «Tableaux Funèbres» в 2018 году

### Преподавательская деятельность
Илья Фридберг был ассистентом Менахема Пресслера в университете Индианы. Он активно участвует в проектах, таких как Летняя струнная академия в Блумингтоне и Sonad, где в 2012 году под руководством Ильи Фридберга были исполнены Струнный секстет Брамса соль мажор и Октет для струнных Шостаковича, соч. 11.

## Дискография
- Альбом «Dreams» в сотрудничестве с флейтистом Roy Amotz
- Альбомная запись J.S.Bach «Goldberg Variations»
- A. Schmidt-Hartmann «Klang Portraits»
- Douglas Hofstadter «Valzurka», «Fudge Pig»

### Композиции И.Фридберга
- «Mother and Einstein» op.1
- «Alone» op.2, words by Maya Angelou
- «Breaking Silence 2»
- «Boheme Fantasy for Viola and Piano»
- Sechs Etüden für erweiterte Klaviertechnik, Nr.2